# اولوی ووگ
اولوی ووگ (انگلیسی: Ulvi Voog؛ زادهٔ ۱۸ فوریهٔ ۱۹۳۷) شناگر استونیایی‌تبار اهل اتحاد جماهیر شوروی سوسیالیستی بود.
وی در مسابقات کشوری و بین‌المللی در مجموع برندهٔ ۱ مدال نقره شده‌است.